# Municipio de Grant (condado de Stone)
El municipio de Grant (en inglés: Grant Township) es un municipio ubicado en el condado de Stone en el estado estadounidense de Misuri. En el año 2010 tenía una población de 669 habitantes y una densidad poblacional de 10,31 personas por km².

## Geografía
El municipio de Grant se encuentra ubicado en las coordenadas 36°57′26″N 93°33′59″O / 36.95722, -93.56639. Según la Oficina del Censo de los Estados Unidos, el municipio tiene una superficie total de 64.87 km², de la cual 64,8 km² corresponden a tierra firme y (0,1 %) 0,06 km² es agua.

## Demografía
Según el censo de 2010, había 669 personas residiendo en el municipio de Grant. La densidad de población era de 10,31 hab./km². De los 669 habitantes, el municipio de Grant estaba compuesto por el 98,65 % blancos, el 0,15 % eran afroamericanos y el 1,2 % eran de una mezcla de razas. Del total de la población el 0 % eran hispanos o latinos de cualquier raza.